# Sean Garrett
Sean Garrett (né le 30 mars 1979 à Atlanta, Géorgie, États-Unis) est un auteur-compositeur-interprète et producteur de musique américain.
Sean a produit 15 numéro un en seulement 7 ans en tant que producteur. Ces productions les plus importantes ont été "Yeah!" de Usher, "Goodies" de Ciara, "Make Her Feel Good" de Teairra Mari, ou encore "How Do You Sleep" de Jesse McCartney.
Il collabore souvent avec le producteur Swizz Beatz avec qui il a notamment remporté un Urban Music Awards Best Producer en 2009. Ce duo collabora avec DMX, Beyoncé, Ève, Jay-Z, The Lox, Drag-On, Busta Rhymes, Jadakiss, Nas, Styles P, Cassidy, Mos Def, Fat Joe, Foxy Brown, Memphis Bleek, The Game, Cam'ron, Remy Ma, T.I., Snoop Dogg, Ice Cube, Bone Thugs-N-Harmony, Mary J. Blige, Mariah Carey, Fantasia, Lil' Kim, Destiny's Child, Alicia Keys, Kelis, Monica, Nicki Minaj, R. Kelly, Chris Brown, BoA, Lil Wayne, et Drake.
Sean a été nommé au Soul Train Awards pour la meilleure collaboration sur Break Up en 2009.

## Discographie
- 2008 : Turbo 919